# Laurent Menager
Laurent (of Lorenz) Menager (Pfaffenthal, een wijk van Luxemburg, 10 januari 1835 – aldaar, 7 februari 1902) was een Luxemburgs componist, muziekpedagoog, dirigent en organist. 

## Levensloop
Menager kreeg zijn eerste muziekles van zijn vader, die hem het bespelen van de dwarsfluit leerde. Van 1847 tot 1854 kreeg hij les voor viool, piano, cello en harmonie bij een mhr. Rusche, muziekofficier bij een Pruisisch militair muziekkorps. Al in deze periode werd hij dirigent van een zangvereniging. Van 1855-1856 en van 1859 tot 1860 studeerde hij aan de Hochschule für Musik und Tanz in Keulen, toen nog "Conservatorium der Musik in Coeln" geheten, bij Ferdinand von Hiller. In 1860 behaalde hij zijn diploma met het Strijkkwartet nr. 1 in A majeur. Vanaf 1856 werkt hij als assistent van Hiller en gaaf cursussen aan de muziekschool van de stad Luxemburg. Van 1861 tot aan zijn dood werkt hij eveneens als organist aan de Parochiekerk van de wijk Pfaffenthal binnen de stad Luxemburg. Van 1881 tot 1884 is hij als muziekpedagoog aan een de "lerarennormaalschool", de huidige universiteit van Luxemburg, bezig. In 1889 werd hij muziekdocent aan het Athénée de Luxembourg. 
Hij behoorde samen met de leraar Adam Ecker tot de medeoprichters van het mannenkoor Sang a Klang in Pfaffenthal, wiens dirigent hij lange jaren was. In 1863 richtte hij samen met Jean-Antoine Zinnen en anderen de Algemene Luxemburgse muziekvereniging, de voorgangerinstitutie van de huidige federatie Union Grand-Duc Adolphe (UGDA) op. Hij was leider van de filharmonie. 

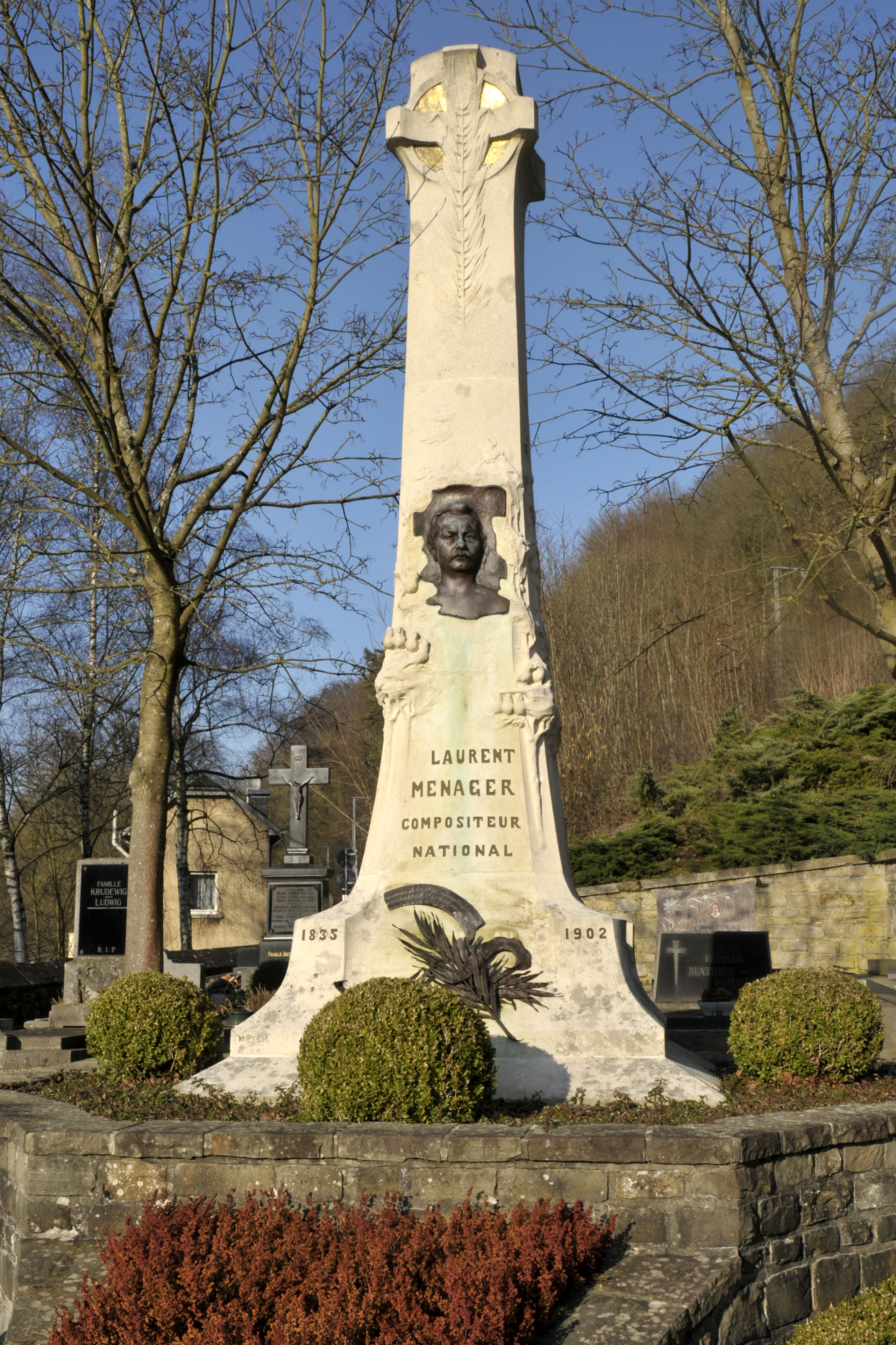
Monument op de begraafplaats van Siechenhof in Pfaffenthal door Jean Mich

Als componist schreef hij rond 230 werken, waaronder 12 missen en andere kerkmuziek, 71 geestelijke vocale werken, 76 wereldlijke vocale werken (meestal mannenkoren en liederen met pianobegeleiding), 12 werken voor orkest, 21 werken voor harmonieorkest, 7 kamermuziekwerken en 15 andere werken zoals operettes. In necrologieën na zijn dood werd hij in vele kranten en dagbladen als Nationalcomponist betekend. 
Ook zijn zoon Max Menager is een componist en organist.

## Composities

### Werken voor orkest
- Am Gärtchen
- Beim Scheden
- Carnavalsgalopp
- De Lëtzebuerger Greechen
- Divertissement
- Eine Maiennacht, voor solisten, mannenkoor en orkest
- Eng Tréin
- Festmarsch
- Kuck Friemen op d'Kaart
- Sur la montagne
- Weibliche Schildwache

### Werken voor harmonieorkest
- 1867 Remember, polka
- 1875 Le Jubilé du Prince
- 1876 Amalia - Marche Solennelle
- 1883 (Concertmars zonder titel)
- 1883 Salut au Roi, mars
- 1891 A la mémoire de Jean l'Aveugle, mars
- 1891 Souvenir de 18 avril, pas redoublé (opgedragen aan Léon Metz (1842-1928) de eerste voorzitter van de Union Grand-Duc Adolphe (UGDA))
- Boule de neige
- Fréjohrsmarsch
- Froh dahin
- La chute de feuilles
- Marche de la Joyeuse Entrée
- Op de Juocht, ouverture tot een zangspel
- Schnitzelbanck-Marsch (opgedragen aan de brandweer van de stad Luxemburg)
- Wëllkomm mäin Heemechtsland, mars

### Missen en andere kerkmuziek
- Ave Spes Nostra, octaaf-mis
- Messe en fa-majeur, mis voor gemengd koor
- Pie Jesu

### Muziektheater

#### Operettes
| Voltooid in | titel                                                       | aktes  | première        | libretto                                    |
| ----------- | ----------------------------------------------------------- | ------ | --------------- | ------------------------------------------- |
| 1879        | Den Här an d'Madame Tullepant Den Hèr an d'Madamm Tullepant | 1 akte | 1893, Luxemburg | Dicks, pseudoniem van Edmond de la Fontaine |
|             | Den Här President                                           |        |                 |                                             |
|             | En ass rosen                                                |        |                 |                                             |
|             | De scheie Jong                                              |        |                 |                                             |
|             | Zwee Jonggesellen                                           | 1 akte |                 | Isidor Comes                                |

### Vocale muziek

#### Werken voor koor
- Abendfriede, voor gemengd koor
- Chorale enfantine, voor mannenkoor
- De Léierchen, voor gemengd koor
- E kléngt léift, voor mannenkoor
- Ihr lieben Vögelein, voor gemengd koor
- Morgengebet, voor gemengd koor

#### Liederen
- 1894 De schie long
- Aus der Kannerzäit
- De Lëtzebuerger Greechen
- Déi schéinste Blumm
- Eng Tréin
- Ihr lieben Vögelein
- Margréitchen
- Unsere Heimath

### Kamermuziek
- 1859-1860 Strijkkwartet nr. 1 in A-majeur

## Publicaties
- Die Hymne: Wilhelmus von Nassauen, in: Hémecht, 1898, pp. 464-469
- Über die bei der Echternacher Springprozession ausgeführte Melodie, in: Hémecht, 1901, pp. 240-243.